# Thamnophilus stictocephalus
El batará pizarroso de Natterer (Thamnophilus stictocephalus), es una especie de ave paseriforme de la familia Thamnophilidae perteneciente al numeroso género Thamnophilus. Es nativo de la región amazónica en América del Sur.

## Distribución y hábitat
Se distribuye en la Amazonia, al sur del río Amazonas, en Brasil y extremo norte de Bolivia. Ver detalles en Subespecies.
Esta especie es considerada localmente bastante común en su hábitat natural, el sotobosque de bosques caducifolios y bordes de selvas, hasta los 700 m de altitud.

## Estado de conservación
Según la IUCN, su estado de conservación representa “preocupación menor”. La población global no ha sido todavía cuantificada, pero se presume que sea alta, ya que la especie es descrita como bastante común en algunas partes de su amplia zona de distribución. Con base en los modelos existentes de deforestación de la Amazonia, se sospecha que el hábitat de la especie sufrirá pérdidas entre 22.7 a 31% a lo largo de 15 años; sin embargo, dada su tolerancia a los efectos de la fragmentación y degradación de su ambiente y/o a la extensión de las pérdidas, se estima que su población decaiga menos del 25% a lo largo de tres generaciones.

## Descripción
Mide entre 14,5 y 15 cm de longitud y pesa entre 19 y 22 g. Exhibe plumaje críptico y comportamiento similares al batará pizarroso punteado (T. punctatus). El macho es gris por arriba con la corona negra y dorso mezclado gris y negro, alas negras con expresivas marcas blancas; la cola y las cobertoras superiores de la cola son negras con las plumas punteadas de blanco. Por abajo es gris. La hembra es parduzca por arriba con la corona más rufa, las alas y cola marcadas como en el macho; por abajo es pardo amarillenta.

## Sistemática

### Descripción original
La especie T. stictocephalus fue descrita por primera vez por el ornitólogo austríaco August von Pelzeln en 1868 bajo el mismo nombre científico; localidad tipo «São Vicente, Mato Grosso, Brasil».

### Etimología
El nombre genérico «Thamnophilus» deriva del griego «thamnos»: arbusto y «philos»: amante; «amante de arbustos»; y el nombre de la especie «stictocephalus», del griego: «stiktos»: punteado, y «kephalos»: de cabeza; significando «de cabeza punteada».

### Taxonomía
Forma una superespecie con Thamnophilus punctatus, T. sticturus, T. pelzelni y T. ambiguus; todos anteriormente considerados conespecíficos, y tradicionalmente también incluyendo a T. atrinucha en el clado. Las subespecies descritas saturatus y zimmeri (ambas del centro de Brasil) representan apenas una variación clinal de plumaje de la subespecie nominal, por lo cual fueron fusionadas con la misma.

### Subespecies
Según la clasificación del Congreso Ornitológico Internacional (IOC) (Versión 7.1, 2017) y Clements Checklist v.2016, se reconocen 2 subespecies, con su correspondiente distribución geográfica:
- Thamnophilus stictocephalus stictocephalus Pelzeln, 1868 – Brasil al sur del río Amazonas (desde el río Madeira hacia el este hasta la isla de Marajó y el río Tocantins, en Pará, y hacia el suroeste hasta Rondônia y  norte y oeste de Mato Grosso) y extremo norte de Bolivia (norte del Beni).
- Thamnophilus stictocephalus parkeri Isler, ML, Isler, PR & Whitney, 1997[13] – extremo noreste de Bolivia en el norte de Santa Cruz (Serranía de Huanchaca).